# هاينرخ رودولف شينز
هاينرخ رودولف شينز (بالألمانية: Heinrich Rudolf Schinz) طبيب وعالم سويسري اختص في دراسة التاريخ الطبيعي. ولد في 30 مارس، 1777، زيورخ وتوفي في 8 مارس، 1861، زيورخ.

## اقرأ كذلك
- وعل إسباني